# Johann Christian Dauphin
Johann Christian Dauphin (* 22. Februar 1682 in Thüringen; † 14. Mai 1730 in Kleinheubach) war ein deutscher Orgelbauer.

## Leben
Johann Christian Dauphin war ein Schüler von Johann Friedrich Wender in Mühlhausen/Thüringen und wurde an dessen Orgel in Seligenstadt zur Wartung empfohlen.
Ab etwa 1707 war er sesshaft in Kleinheubach, wo er 1707 heiratete. 1714 erhielt er die Aufsicht über die Orgeln der Grafschaft Erbach.
Sein größtes Werk war die dreimanualige Orgel für die Basilika Walldürn. Die vermutlich einzige weitgehend erhaltene Orgel steht in der alten Kath. Pfarrkirche St. Anna in Sulzbach am Main. Darüber hinaus sind einige Prospekte erhalten.
Sein Bruder Johann Eberhard Dauphin war ebenfalls Orgelbauer. Sein Sohn Johann Christian II. (* 12. Juni 1713 in Kleinheubach; † 8. Mai 1772 in Kleinheubach) und sein Enkel Johann Christian III. (* 16. Januar 1752 in Kleinheubach; † 2. Mai 1792 in Kleinheubach) waren ebenfalls Orgelbauer und führten die Werkstatt weiter. Etwa um 1800 ist sie erloschen.
|

## Werke
| Jahr      | Ort                   | Kirche                                                            | Bild | Manuale | Register | Bemerkungen |
| --------- | --------------------- | ----------------------------------------------------------------- | ---- | ------- | -------- | --- |
| 1710      | Kleinheubach          | Ev. Pfarrkirche St. Martin                                        |      | I/P     | 12       | Prospekt erhalten und rekonstruiert. |
| 1713      | Buchen (Odenwald)     | Kath. Kirche                                                      |      | I/P     | 12       | nichts mehr erhalten |
| 1717/1723 | Walldürn              | Wallfahrtskirche, Basilika                                        |      | III/P   | 32       | Prospekt erhalten, Accord vom 30. August 1713 erhalten, Neubau durch Hans-Theodor Vleugels 1975, heute III/40                                                                  |
| um 1720   | Kloster Schmerlenbach | ehem. Klosterkirche, heute kath. Pfarrkirche und Wallfahrtskirche |      | I/P     | 12       | 1882 nach Sulzbach transferiert |
| um 1720   | Sulzbach am Main      | St. Anna, alte katholische Kirche                                 |      | I/P     | 12       | Ursprünglich für Kloster Schmerlenbach. Das Instrument wurde um 1882 von Bruno Müller hier aufgestellt und leicht verändert. Restaurierung durch Vleugels Orgelmanufactur 1999 |
| 1721      | Hergershausen         | Ev. Kirche                                                        |      | I       | 8        | Pedal wurde 1784 ergänzt; Orgel 1912 durch Neubau ersetzt, Prospekt erhalten                                                                                                   |